# Rhyssemus rubeolus
Rhyssemus rubeolus är en skalbaggsart som beskrevs av Edgar von Harold 1871. Rhyssemus rubeolus ingår i släktet Rhyssemus och familjen Aphodiidae. Inga underarter finns listade i Catalogue of Life.